# Hallucinogen (Blut Aus Nord)
Hallucinogen è il tredicesimo album in studio del gruppo musicale Blut Aus Nord, pubblicato il 2019 dalla Debemur Morti Productions. 

## Tracce
1. "Nomos Nebuleam" – 8:28
2. "Nebeleste" – 6:19
3. "Sybelius" – 6:27
4. "Anthosmos" – 7:20
5. "Mahagma" – 6:21
6. "Haallucinählia" – 6:51
7. "Cosma Procyiris" – 7:10

## Formazione
- Vindsval - voce, chitarra
- GhÖst - basso
- W.D. Feld - batteria, tastiera